# میخ‌پنجه ابروسفید
میخ‌پنجه ابروسفید (نام علمی: Centropus superciliosus) نام یک گونه از سرده میخ‌پنجه است.